# Charles George Edward Patey
Charles George Edward Patey CMG (* 27. Februar 1811 in Chivelstone, Devon; † 1881 Newton St. Loe) war ein Admiral der britischen Royal Navy.

## Leben
Als ältester Sohn des Marine-Commanders Charles Patey folgte er seinem Vater im Alter von 13 Jahren in die Marine und durchschritt jeden vergebenen militärischen Rang, bis er schließlich zum Admiral der Royal Navy ernannt wurde.
Zusätzlich zu seiner bemerkenswerten Karriere in der Marine wurde Admiral Patey auch britischer Statthalter von Lagos und Gambia (1866–1869), sowie Gouverneur von St. Helena (1869–1873). In Anerkennung seiner Dienste wurde er im Jahr 1874 Companion of the Order of St Michael and St George.
Admiral Patey starb 1881 in Newton St. Loe, einem kleinen Dorf in der Nähe von Bath.
| Vorgänger                 | Amt                             | Nachfolger      |
| ------------------------- | ------------------------------- | --------------- |
| George Abbas Kooli D’Arcy | Gouverneur von Gambia 1866–1869 | Alexander Bravo |

| Personendaten    | Personendaten                                |
| ---------------- | -------------------------------------------- |
| NAME             | Patey, Charles George Edward                 |
| KURZBESCHREIBUNG | britischer Admiral und Kolonialadministrator |
| GEBURTSDATUM     | 27. Februar 1811                             |
| GEBURTSORT       | Chivelstone, Devon                           |
| STERBEDATUM      | 1881                                         |
| STERBEORT        | Newton St. Loe bei Bath                      |